# Чумгак (укріплення)

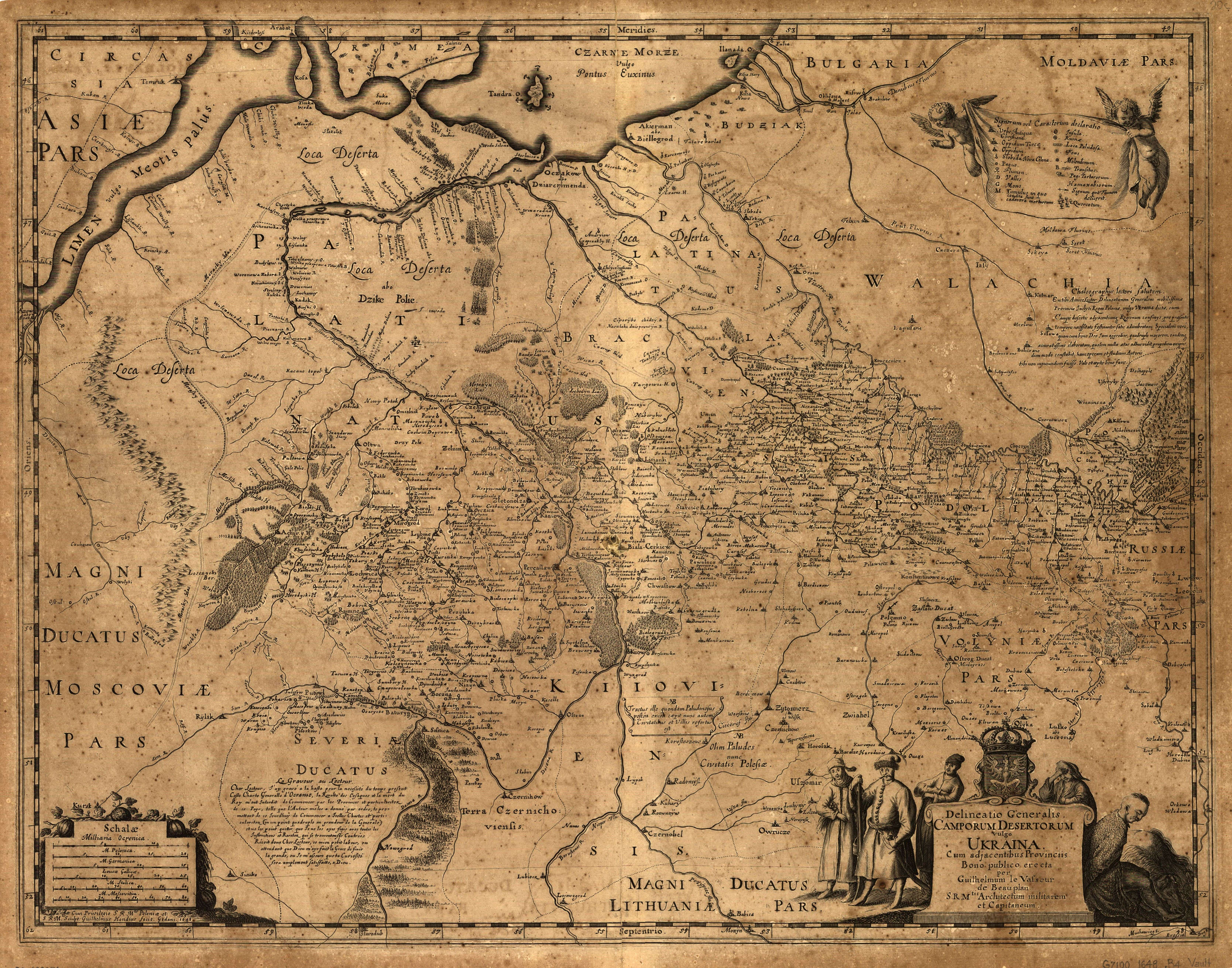
Україна 17 ст. на мапі Боплана

Чумгак  — фортеця що існувала на території України як мінімум з 1590 років (імовірно і раніше) по 1648 рік. В часи коли фортецею володів Ярема Вишневецький її завданням було прикриття підступів до Лубен неформальної столиці володінь Яреми Вишневецького відомих як Вишневеччина, Чумгак можна знайти на картах Боплана. Був зруйнований на початку Національно-визвольної війни 1648—1657 років вирішальну роль у взятті укріплення зіграв повстанський загін Вовгурівців. Після цього Чумгак припиняє своє існування.